# Der lachende Ehemann (Operette)
Der lachende Ehemann ist eine Operette in drei Akten des Komponisten Edmund Eysler und der Librettisten Julius Brammer und Alfred Grünwald. Seine Uraufführung dieses Werks fand am 19. März 1913 im Bürgertheater zu Wien statt.

## Handlung
1. Akt – Eleganter Salon der Villa Bruckner in der Residenzstadt
Fabrikant Ottokar Bruckner ist nur an seiner Fabrik und am Geldverdienen interessiert; die Interessen seiner Ehefrau Heloise – Musik, Malerei, Literatur – lehnt er ab, da er die Beschäftigung mit derlei Dingen für albern hält. Heloise sieht sich als unverstandene Ehefrau, will ihrem Ehemann aber trotzdem treu bleiben. Dieses Vorhaben wird ihr durch Graf Selztal sehr schwer gemacht, da dieser sie unbedingt zu einer Affäre überreden versucht.
Lucinde, eine ältere Verwandte überredet Bruckner, ein junges Ehepaar auf deren Studienreise durch Italien zu begleiten. Durch diese Reise könnte er nämlich seine vernachlässigte Bildung auffrischen und damit auch sein Eheglück festigen. Bruckner lässt seine Ehefrau im Glauben, er führe nach Italien; in Wirklichkeit will er sich auf seinem Jagdschloss Buchenau mit einem Freund zur Jagd treffen.
2. Akt – Im Jagdschloss Buchenau
Da sie Bruckner in Italien wähnen, kann Graf Selztal Heloise überreden, auf ihrem Jagdschloss Buchenau eine Jagdgesellschaft zu geben. Spontan wird zu diesem Fest eingeladen und viele Freunde und Künstler kommen. Im Laufe des Abends versucht der Graf, Heloise zu einem Seitensprung zu überreden. Gleichzeitig flirtet der Dichter Nachtigall mit Etelka, einer ebenfalls verheirateten Frau.
Nun kommt Bruckner mit seinem Jagdfreund Andreas Pipelhuber im Schloss an. Der Diener Wiedehopf meldet Bruckner die Anwesenheit der Ehefrau und der Festgesellschaft. Heloise bemerkt zufällig die Ankunft ihres Ehemannes und vermutet eine Affäre. Nun will sie Gleiches mit Gleichem vergelten und gewährt Graf Selztal ein Rendezvous in ihrem Boudooir. Dabei werden sie von Bruckner überrascht und die sofortige Trennung der Eheleute ist die Folge.
3. Akt – Büro des Rechtsanwalts Dr. Rosenrot
Dr. Rosenrot ist ein Spezialist für Scheidungsangelegenheiten. Darum treffen sich nun fast alle wieder in dessen Kanzlei. Als erstes versöhnt Rosenrot Herrn Basewitz mit Etelka, die er in einem Literatencafé mit dem Dichter Nachtigal erwischt hatte. Das nächste Problem ist Hans Zimt, dessen Ehefrau sich ebenfalls scheiden lassen will. Rosenrot sperrt die beiden in ein Boudoir zu einer letzten Aussprache. Bereits nach kurzer Zeit verlässt das Ehepaar Zimt – etwas derangiert, aber glücklich – die Kanzlei; von Scheidung keine Rede mehr.
Pipelhuber, der Bruckner vehement in dessen Scheidungsabsichten unterstützt, wird nun zusammen mit Lucinde zusammen ebenfalls in dieses Boudoir gesperrt und bereits nach kurzer Zeit hat sich auch dieses Paar gefunden. In der Zwischenzeit wird Bruckner aufgefordert, den modernen Roman „Der lachende Ehemann“ zu lesen und er erfährt, dass die komische Figur nicht der Ehemann, sondern immer der abgewiesene Liebhaber ist. Als ihm dann noch ein Brief seiner Ehefrau an Graf Selztal zugespielt wird, in dem diese ihre unverbrüchliche Treue zu ihrem Ehemann versichert, zieht er sofort seine Scheidungsklage zurück und fährt mit seiner Ehefrau in die Sommerfrische.